# Biamanga-Nationalpark
Der Biamanga-Nationalpark ist ein Nationalpark im Südosten des australischen Bundesstaates New South Wales. Er liegt 307 km südlich von Sydney und etwa 20 km nördlich der Stadt Bega im Küstengebirge. Der Brago River begrenzt ihn im Südwesten. Westlich des Parks verläuft der Princes Highway. 1994 wurde das Gebiet zum Nationalpark erklärt. Nordöstlich schließt sich das staatliche Naturschutzgebiet Bermaguee Nature Reserve an.
Der Mumbulla Mountain ist der höchste Punkt des Parks und gilt dem Aboriginesstamm der Yuin, ebenso wie etliche andere Stellen im Park, als heilig. Der Park schützt auch die Naturlandschaft des Küstengebirges von New South Wales.
Besucher können auch das Katarakt des Mumbulla Creek besuchen, wo es Picknick- und Barbecueplätze gibt. Der Park ist nur durch eine nicht befestigte Straße erschlossen.